# Rue Émile-Gallé
La rue Émile Gallé est une voie de la commune de Nancy, dans le département de Meurthe-et-Moselle, en région Lorraine (Grand Est).

## Situation et accès
Située non loin du parc Sainte-Marie, elle relie la rue Victor-Prouvé à l'avenue de la Garenne. 

## Origine du nom
Émile Gallé est un industriel, maître verrier, ébéniste et céramiste français. Il est le fondateur et premier président de l’École de Nancy en 1901.

## Bâtiments remarquables et lieux de mémoire
- n°12 immeuble construit en 1907 par l’architecte Lucien Bentz

- n°16 maison du Docteur Hoche construite en 1907 par l’architecte Georges Biet